# Praça de D. Pedro IV
Praça de D. Pedro IV (popularnie zwany Rossio) – plac w Lizbonie, stolicy Portugalii. Znajduje się on w dzielnicy Baixa, w osi jednej z głównych ulic tej dzielnicy – Rua dos Sapateiros.
Rossio od czasów średniowiecza jest jednym z głównych placów miasta. Był miejscem organizowania uroczystości, demonstracji, walk byków i egzekucji. Przez dłuższy czas mieściła się przy nim siedziba portugalskiej inkwizycji, a na samym placu płonęły stosy, na których ginęły jej ofiary.
Obecna nazwa jest hołdem dla Pedro IV, króla Portugalii. Pomnik Pedro IV znajduje się na środku placu.
Północną pierzeję placu tworzy monumentalny gmach z sześciokolumnowym portykiem, mieszczący teatr, nazwany Teatro da Dona Maria II – na cześć córki króla Pedro IV.